# Carrhotus kamjeensis
Carrhotus kamjeensis är en spindelart som beskrevs av Jastrzebski 1999. Carrhotus kamjeensis ingår i släktet Carrhotus och familjen hoppspindlar. Inga underarter finns listade.